# وایتوپو
وایتوپو (به لاتین: Vaitupu) یک جزیره در تووالو است.

## خصوصیات
وایتوپو ۵٫۶ کیلومترمربع مساحت و ۱٬۵۹۱ نفر جمعیت دارد.